# Кокеріль-Самбр
Кокеріль-Самбр (фр. Cockerill-Sambre) — найбільша металургійна компанія Бельгії у 1980-х роках, що контролювала майже 60 % всіх потужностей з виплавки сталі в країні (1986) і посідала 6 місце серед промислових груп країни (1991). Заснована у 1981 році в результаті злиття двох провідних фірм галузі — «Кокеріль-Угре-Провіданс і Есперанс-Лонгдо» і «Ено-Самбр», що утворилися також шляхом цілої низки поглинань і об'єднань.
Підприємства компанії були розташовані у містах Серен, Візе (в його районі Шерат), Ерсталь на берегах річки Маас й місті Шарлеруа на березі річки Самбр та інших місцях.
У 1999 році компанія була приєднана до французької металургійної компанії «Usinor».

## Опис
Компанія «Кокеріль-Самбр» являла собою вертикально інтегровану металургійну компанію з повним циклом виробництва, починаючи від перероблювання рудних матеріалів і кінчаючи випуском прокату і виробів з прокату для автомобільної і будівельної промисловості. Її заводи були розташовані в кількох містах Бельгії. Основним продуктом виробництва компанії був тонколистний сталевий прокат, який випускався в тому числі з антикорозійним покриттям — фарбовим або пластиковим. Існував також машинобудівний підрозділ, який виробляв металургійне обладнання та лінії для нанесення покриттів, дизельні двигуни та локомотиви, трансмісійні системи, котли та озброєння. Цей рід діяльності брав початок від діяльності колишньої відомої бельгійської компанії «Джон Кокеріль». Компанія «Кокеріль-Самбр» мала свою власну розгалужену мережу торгових представництв як у самій Бельгії, так й в інших країнах — переважно у Франції і Нідерландах.
На початку 1990-х років в компанії працювала 31000 робітників і службовців. Власником найбільшого пакета акцій компанії була держава, якій у 1998 році належало 78,8 % акцій компанії. Компанія «Кокеріль-Самбр» володіла контрольними пакетами акцій великої кількості дочірніх компаній з різних галузей.
У 1988 році на заводах компанії залишилося лише 4 працюючих доменних печі.

## Історія
На початку 1980-х років існувала загроза банкрутства концерну. У 1982 році держава придбала 45 % акцій компанії для рятування її від розорення.
Раціоналізація концерну поставила вимогу закриття в середині 1983 року 2 найбільших заводів і звільнення 8 тис. робітників і службовців. У 1980-ті роки «Коккеріль Самбр» важко переживала процес модернізації, що призвела до часткового згортання виробництва і звільнення багатьох тисяч металургів, але залишилася однією з головних компаній бельгійської важкої індустрії, прямо або опосередковано даючи роботу сотням тисяч мешканців країни.
Середина 1980-х років була відносно стабільним періодом. У 1990 році відбулося придбання контрольного пакета акцій YMOS A.G., великого німецького виробника металевих та пластикових деталей для автомобілів.
Навесні 1998 року з метою збереження компанії в умовах міжнародної конкуренції уряд Валлонії розглянув питання продажу акцій компанії, що належали державі, іноземній фірмі. Серед тих, хто виявив інтерес, були British Steel, Thyssen-Krupp (Німеччина) і Hoogovens (Нідерланди). Помітну роль у процесі вибору покупця відіграли місцеві профспілки. Серед кандидатів перевага була надана французькій групі Usinor. Профспілки віддавали перевагу Usinor, оскільки його пропозиції гарантували як збалансовані інвестиції у два центри — Льєж та Шарлеруа, так і підтримку прийнятного для них рівня зайнятості. Угода також включала менш важливі заходи, які, проте, продемонстрували добре знання регіональних обставин, таких як фінансова підтримка місцевих футбольних клубів та контракти на дослідження в університеті Льєжу.

## Виноски
1. 1 2 3 4 5 6 7 8 9 10 11 12 13 14  Архів преси XX століття — 1908.
2. ↑  Крупнейшие промышленные и торговые монополии: экономико-статистический справочник. — М.: Мысль, 1986. — С. 174. (рос.)
3. 1 2 3 4 5 6  Cockerill Sambre Group. // Th. Derdak, A. Hast. International Directory of Company Histories [Архівовано 16 листопада 2020 у Wayback Machine.]. Valume 4. St. James Press, 1991. Page 51. (англ.)
4. 1 2  Usinor takes over Cockerill-Sambre, under union supervision. www.eurofound.europa.eu. Eurofound. 27.12.1998. Архів оригіналу за 14 листопада 2020. Процитовано 13 листопада 2020. (англ.)
5. ↑  Рабочее движение в развитых капиталистических странах: проблемы борьбы за демократию в конце 70-х — начале 80-х годов. — М.: Наука, 1987. — С. 216. (рос.)
6. ↑  И. Устинов. Внешняя торговля развитых капиталистических стран: Справочник. — М.: Международные отношения. — С. 45. (рос.)
7. ↑  Н. Клименко. Экономическая интеграция капиталистических стран: новая форма межимпериалистического соперничества. — К.: Вища школа, 1985. — С. 115. (рос.)
8. ↑  Дробков В. А. На перекрестке дорог, культур, истории: Очерки о Бельгии и Люксембурге.- М.: Мысль, 1989. ISBN 5-244-00311-9 (рос.)